# Gölasjöarna (Habo socken, Västergötland, 642139-139373)
Gölasjöarna är en sjö i Habo kommun i Västergötland och ingår i Motala ströms huvudavrinningsområde. Sjön har en area på 0,0349 kvadratkilometer och ligger 227,1 meter över havet.

## Delavrinningsområde
Gölasjöarna ingår i det delavrinningsområde (642273-139660) som SMHI kallar för Mynnar i Hökesån. Avrinningsområdets medelhöjd är 223 meter över havet och ytan är 12,48 kvadratkilometer. Det finns inga delavrinningsområden uppströms utan avrinningsområdet är högsta punkten. Pirkåsabäcken som avvattnar avrinningsområdet har biflödesordning 3, vilket innebär att vattnet flödar genom totalt 3 vattendrag innan det når havet efter 209 kilometer. Delavrinningsområdet består mestadels av skog (56 procent) och jordbruk (25 procent). Avrinningsområdet har 0,07 kvadratkilometer vattenytor vilket ger det en sjöprocent på 0,6 procent. Bebyggelsen i området täcker en yta av 0,11 kvadratkilometer eller 1 procent av avrinningsområdet.